# Acleris arcuata
Acleris arcuata (лат.) — вид бабочек из семейства листовёрток. Распространён на острове Хонсю (Япония) и на юге Корейского полуострова. Бабочек можно наблюдать с июня по июль и с августа по сентябрь (два поколения). Размах крыльев 15—16 мм.